# Parque Tecnológico de Sumqayit
El Parque Tecnológico de Sumqayit (en azerí: Sumqayıt Texnologiyalar Parkı, STP) es el primer parque tecnológico de Azerbaiyán y de la Transcaucasia en su categoría.

## Historia
La inauguración del Parque Tecnológico de Sumqayit fue realizada el 22 de diciembre de 2009. Fue el primer parque tecnológico actuado en condiciones de mercado en Azerbaiyán. En marzo de 2017 Emin Mammadov fue nombrado director ejecutivo.
El parque ocupa 250 hectáreas. Actualmente más de 2000 personas trabajan en esta organización. Los productos  del Parque Tecnológico de Sumqayit incluyen equipos eléctricos, cables, construcción mecánica, productos poliméricos, paneles solares, sistemas de ventilación, paneles sándwich.

## Galería

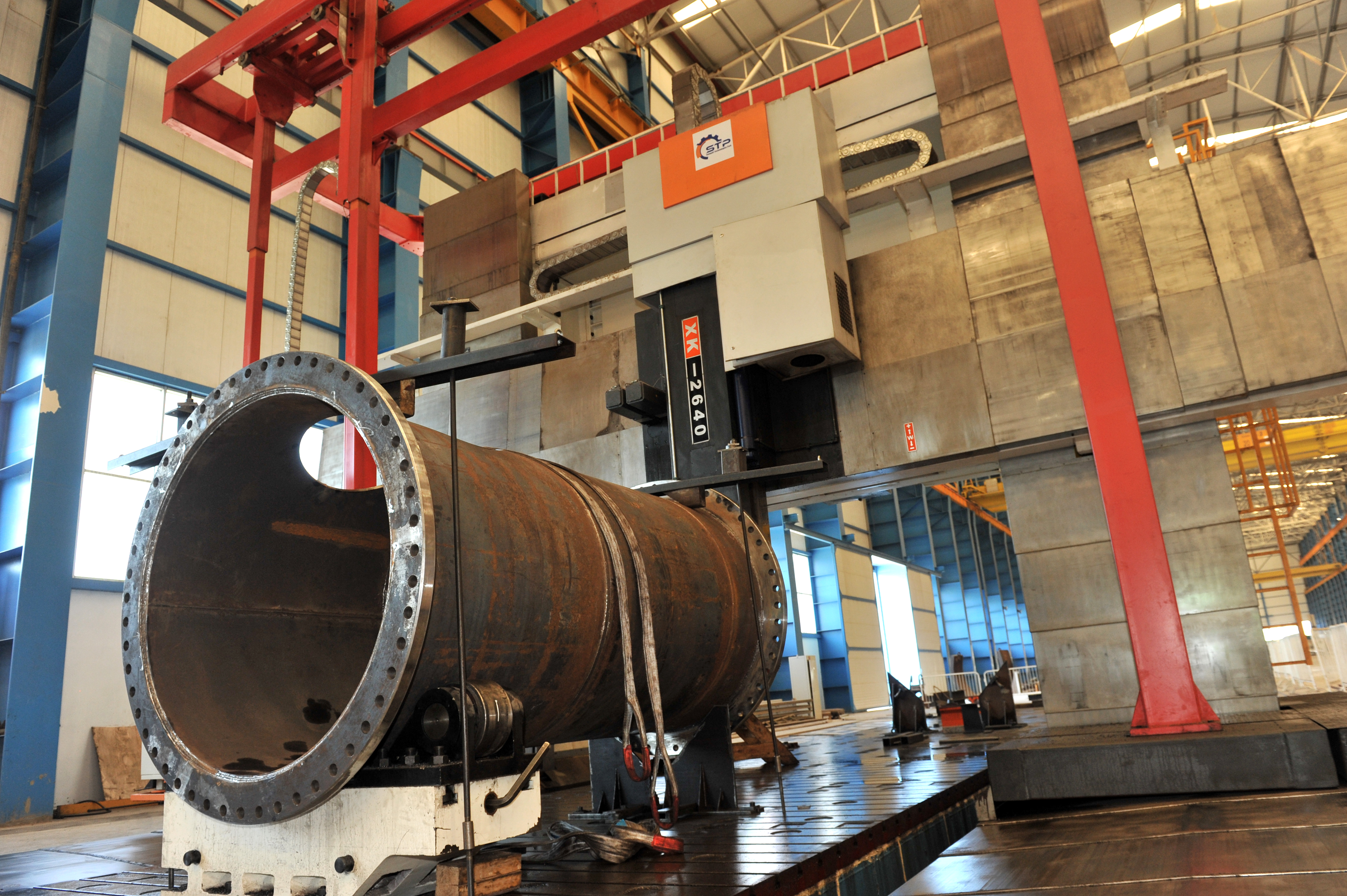
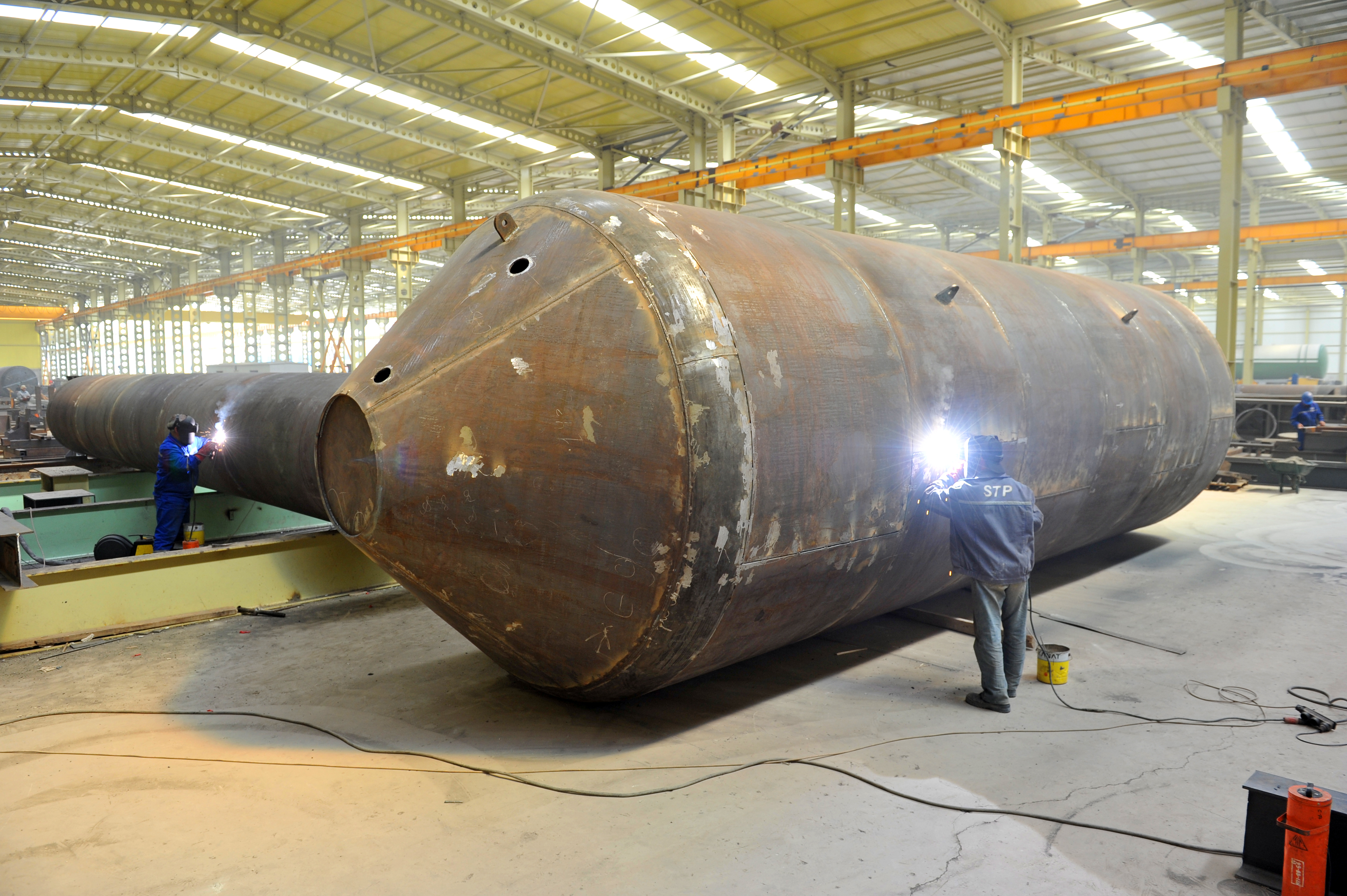
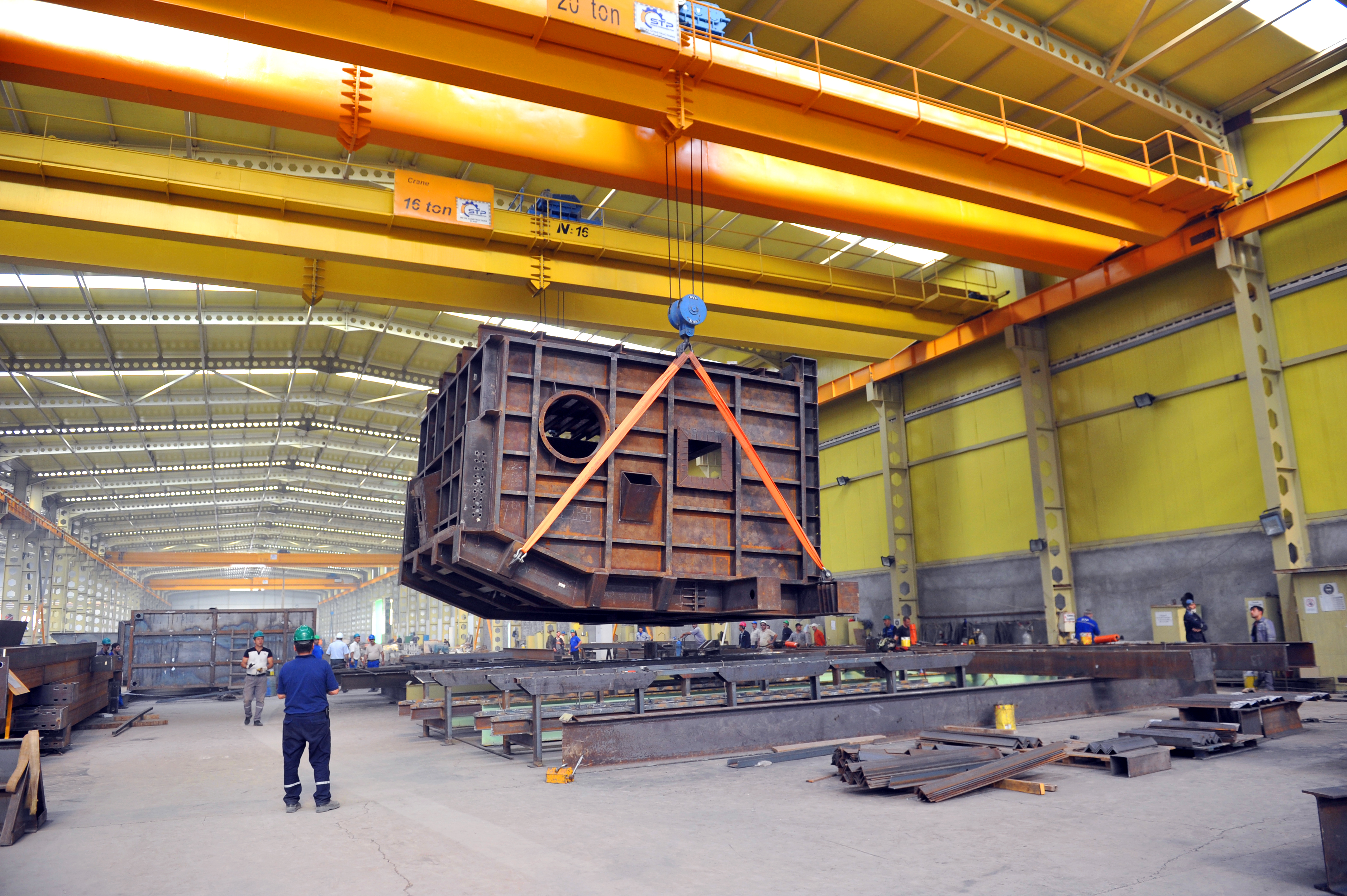
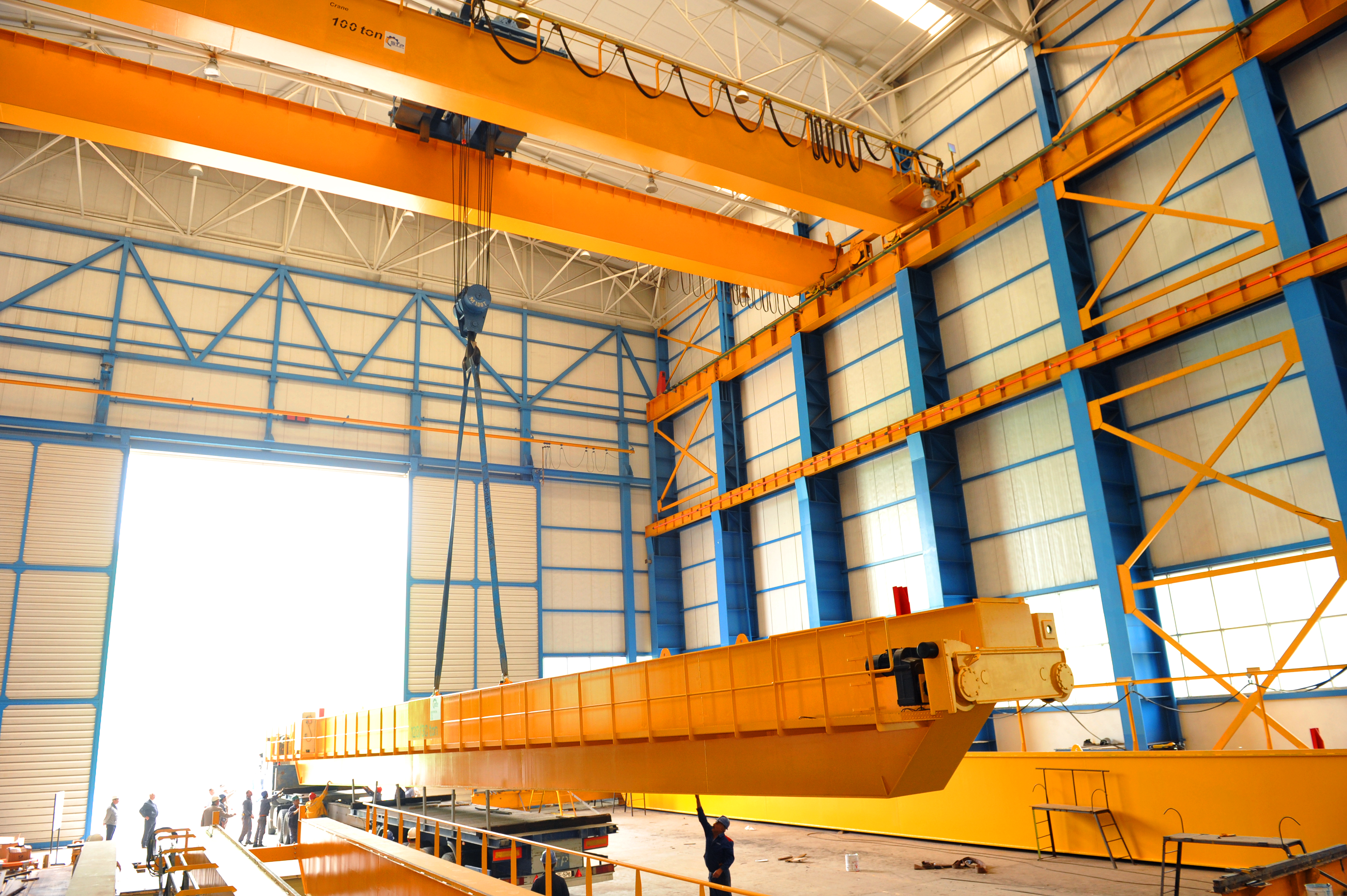
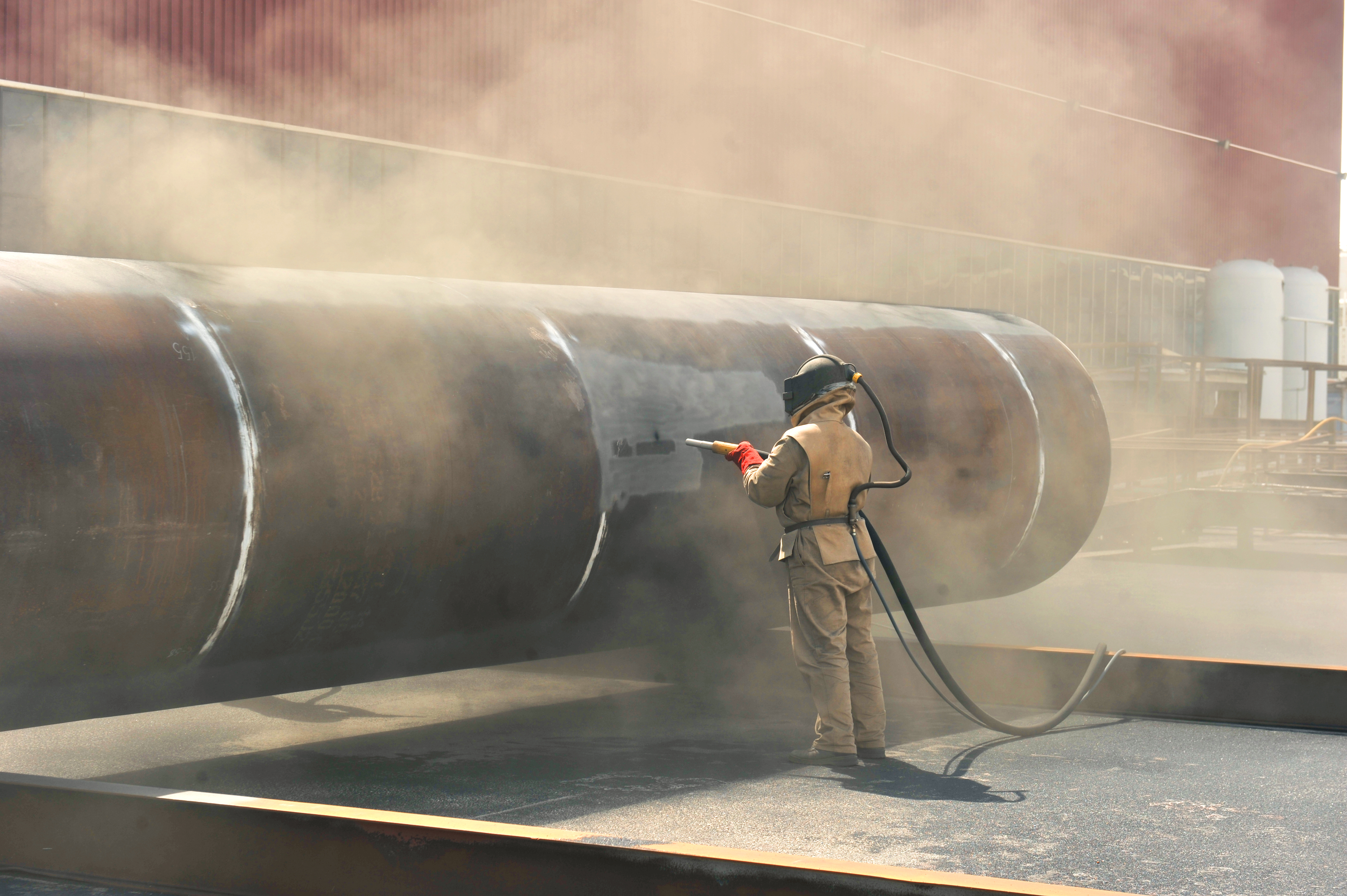
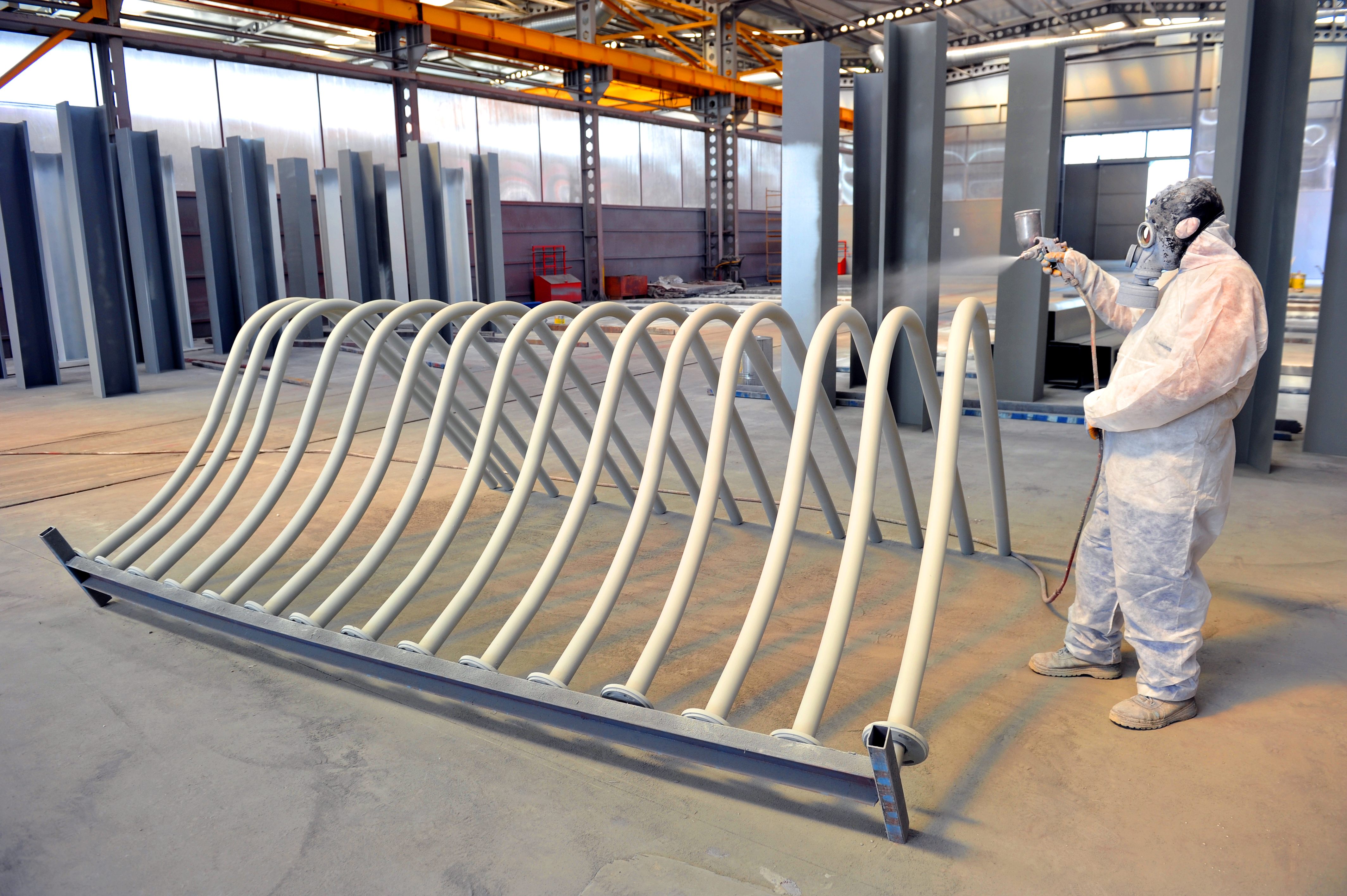
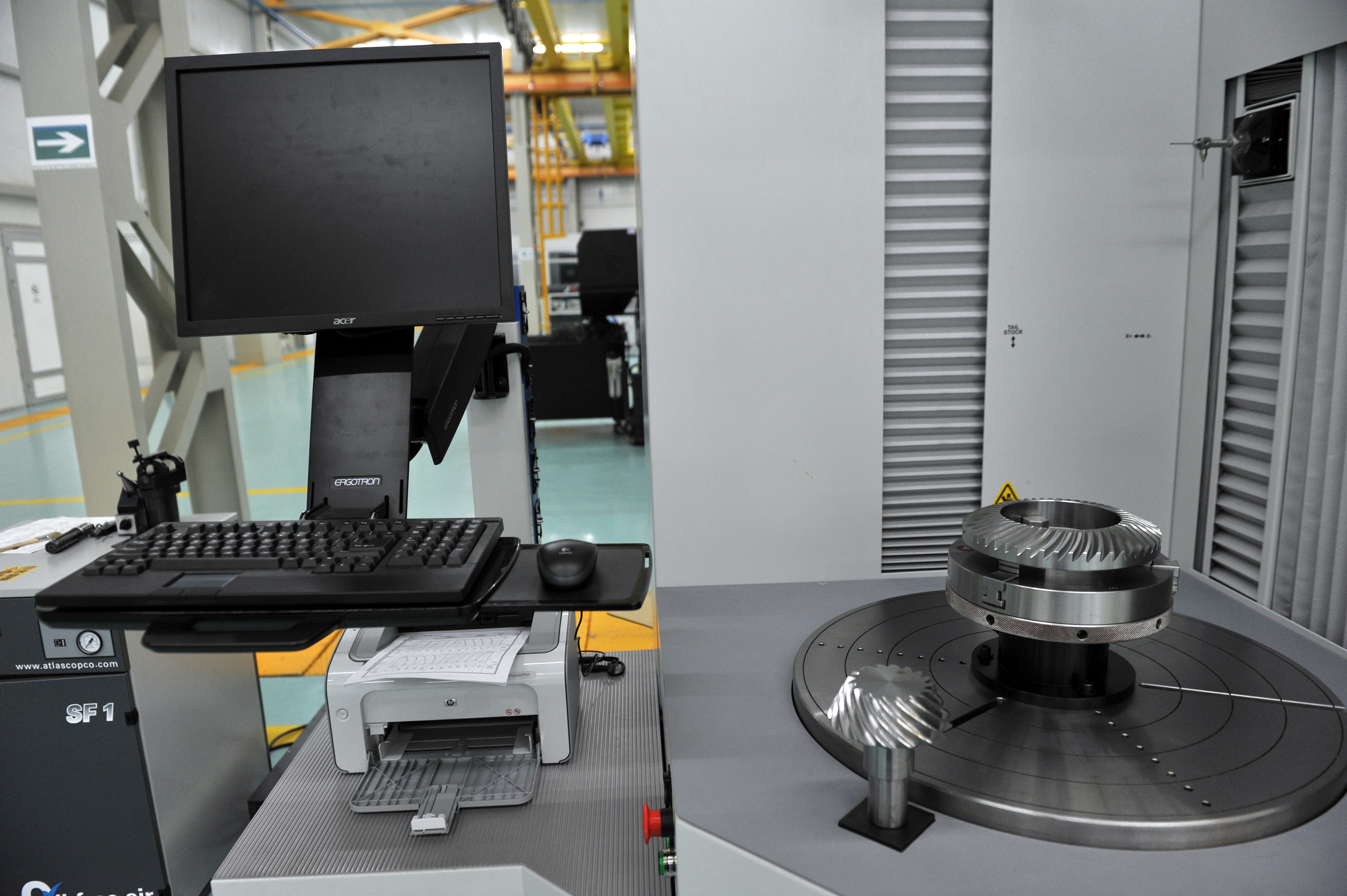
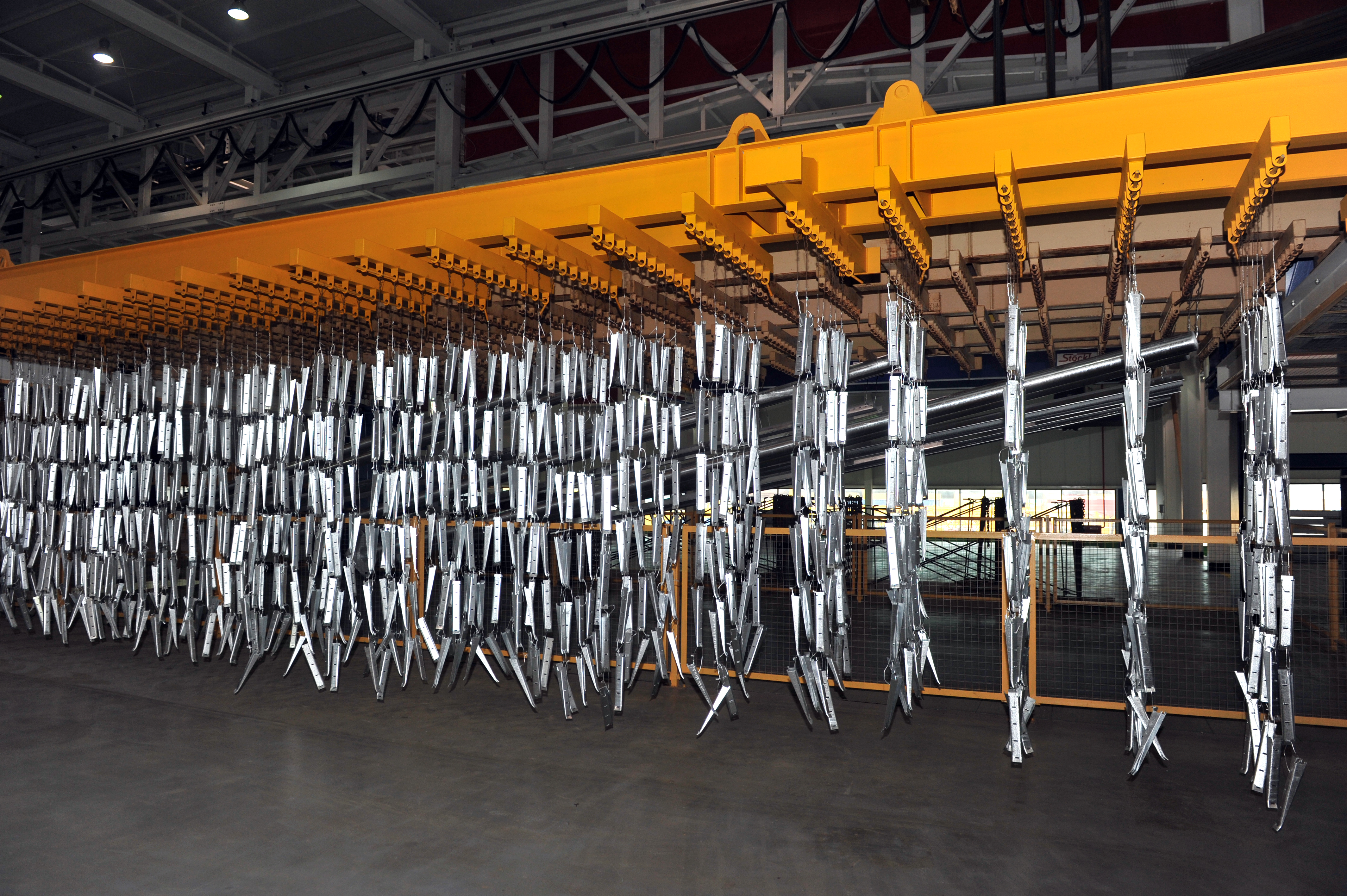
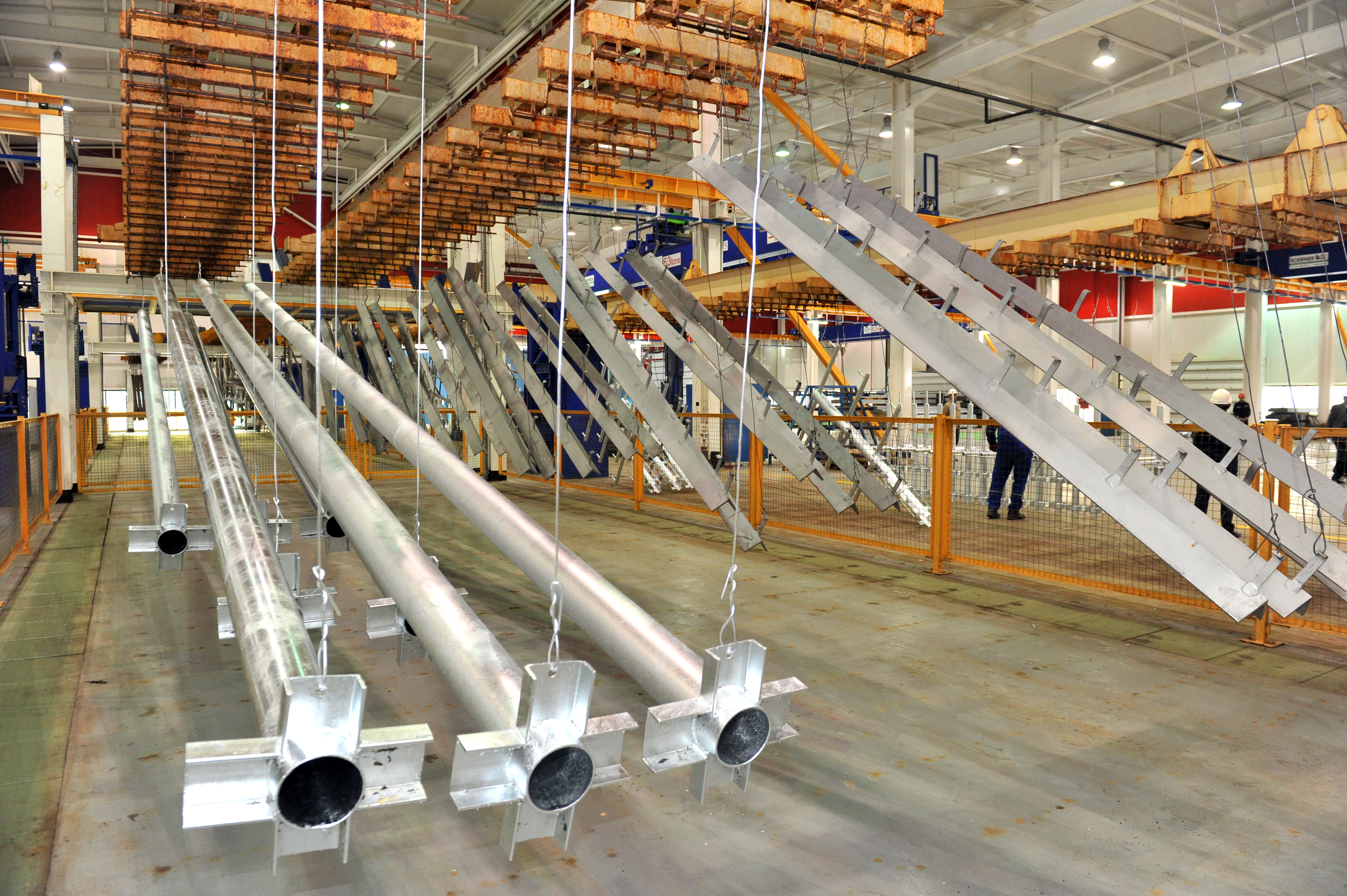
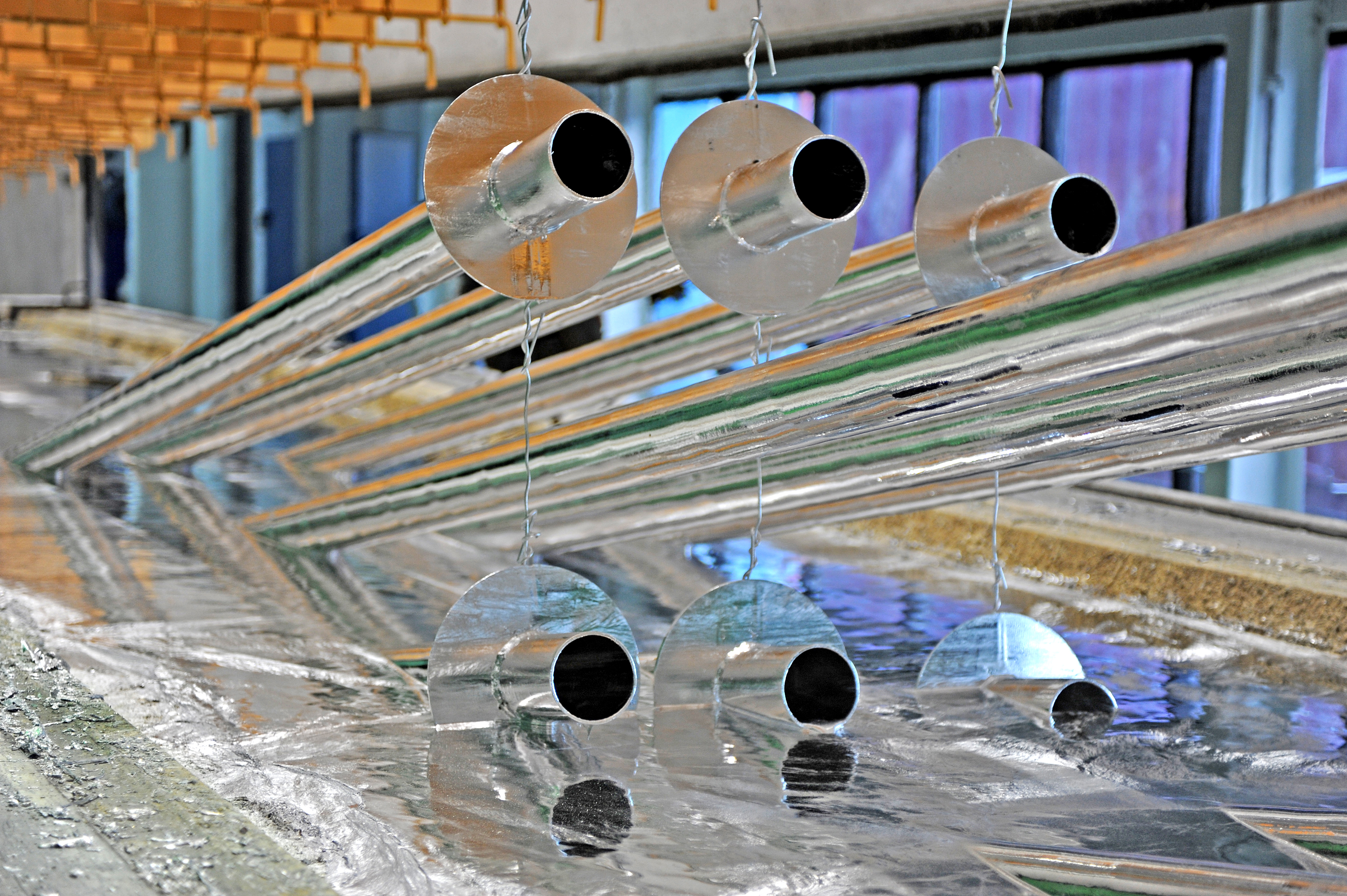